# Donja Šleska
Donja Šleska ili Šlezija (češki: Dolní Slezsko,   donjošleski: Niederschläsing, latinski: Silesia Inferior, njemački: Niederschlesien, poljski: Dolny Śląsk, šleski: Dolny Ślůnsk) sjeverozapadni je dio povijesne i zemljopisne regije Šleske, dok je jugoistočni dio Gornja Šleska.

## Povijest
U Srednjem vijeku Donja Šleska bila je pod kontrolom Kraljevstva Poljske i Kraljevine Bohemije. Donja Šleska postaje dio Habsburške Monarhije 1526. godine. Skoro čitavu regiju anektirala je 1742. godine Kraljevina Pruska, a postala je dio Njemačkoga Carstva 1871. godine kada dolazi do ujedinjenja Njemačke, izuzev maloga dijela koji je bio dio donjošleskoga Vojvodstva Nyse, koji je od 1742. godine bio dio Austrijske Šleske. Potsdamskom konferencijom iz 1945. godine većinski dio Donje Šleske postao je dio Narodne Republike Poljske, a jedan manji dio koji se nalazio zapadno od linije Odra–Nisa postao je dio Njemačke Demokratske Republike te ponovnim ujedinjenjem Njemačke 1990. godine postaje dio Savezne Republike Njemačke, dok je drugi manji dio koji je bio dio Austrijske Šleske postao je dio Čehoslovačke Socijalističke Republike. Raspadom Čehoslovačke Socijalističke Republike taj manji dio postaje dio Češke Republike..

## Vanjske poveznice
- Službena web stranica Donjošleskoga vojvodstva
- Službeni donjošleski turistički portal  Arhivirana inačica izvorne stranice od 10. ožujka 2022. (Wayback Machine)